# ایشیکلار
ایشیکلار (به ترکی استانبولی: Işıklar) شهری است در کشور ترکیه که در استان افیون قره‌حصار واقع شده‌است. جمعیت این شهر بر اساس سرشماری سال ۲۰۰۸ میلادی ۷٬۱۳۵ نفر و بر اساس برآوردهای سال ۲۰۰۹ میلادی ۷٬۱۵۲ نفر می‌باشد.